# Saint Vincent och Grenadinerna i olympiska spelen
Saint Vincent och Grenadinerna deltog första gången vid olympiska sommarspelen 1988 i Seoul och har sedan dess varit med vid varje olympiskt sommarspel. De har aldrig deltagit vid de olympiska vinterspelen. De har aldrig vunnit någon medalj.

## Medaljer
| Guld | Silver | Brons | Totalt antal medaljer |
| ---- | ------ | ----- | --------------------- |
| 0    | 0      | 0     | 0                     |

### Medaljer efter sommarspel
| Spel                | Guld | Silver | Brons | Totalt |
| Seoul 1988          | 0    | 0      | 0     | 0      |
| Barcelona 1992      | 0    | 0      | 0     | 0      |
| Atlanta 1996        | 0    | 0      | 0     | 0      |
| Sydney 2000         | 0    | 0      | 0     | 0      |
| Aten 2004           | 0    | 0      | 0     | 0      |
| Peking 2008         | 0    | 0      | 0     | 0      |
| London 2012         | 0    | 0      | 0     | 0      |
| Rio de Janeiro 2016 | 0    | 0      | 0     | 0      |
| Totalt              | 0    | 0      | 0     | 0      |